# Liściasta
Liściasta – osiedle mieszkaniowe na Bałutach w Łodzi, ciągnące się w kwadracie ulic: Świętej Teresy, Al.Włókniarzy, 11 Listopada i Brukowej. Osiedle podzielone jest na części A i B, które to rozdziela ul. Liściasta. W jego bliskim sąsiedztwie znajdują się dwa sztuczne zbiorniki wodne na rzece Sokołówce oraz znajduje się jeden z większych łódzkich parków – park im. Adama Mickiewicza. Jest to jedno z najbardziej "zielonych" osiedli w Łodzi.